# Canada Open 2000 - Qualificazioni singolare maschile
Le qualificazioni del singolare maschile del Canada Open 2000 sono state un torneo di tennis preliminare per accedere alla fase finale della manifestazione. I vincitori dell'ultimo turno sono entrati di diritto nel tabellone principale. In caso di ritiro di uno o più giocatori aventi diritto a questi sono subentrati i lucky loser, ossia i giocatori che hanno perso nell'ultimo turno ma che avevano una classifica più alta rispetto agli altri partecipanti che avevano comunque perso nel turno finale.
Le qualificazioni del torneo Canada Open  2000 prevedevano 32 partecipanti di cui 8 sono entrati nel tabellone principale.

## Teste di serie
1. Jonas Björkman (Qualificato)
2. Martin Damm (ultimo turno)
3. Paradorn Srichaphan (Qualificato)
4. Cyril Saulnier (Qualificato)
5. Cecil Mamiit (Qualificato)
6. Michaël Llodra (Qualificato)
7. Harel Levy (Qualificato)
8. Arvind Parmar (ultimo turno)

1. James Sekulov (ultimo turno)
2. Assente
3. Neville Godwin (ultimo turno)
4. Philip Gubenco (primo turno)
5. Diego Ayala (primo turno)
6. Mark Knowles (ultimo turno)
7. Lionel Roux (ultimo turno)
8. David Wheaton (Qualificato)

## Qualificati
1. Jonas Björkman
2. David Wheaton
3. Paradorn Srichaphan
4. Cyril Saulnier

1. Cecil Mamiit
2. Michaël Llodra
3. Harel Levy
4. Peter Tramacchi

## Tabellone

### Legenda
| - Q = Qualificato - WC = Wild card - LL = Lucky loser | - ALT = Alternate - SE = Special Exempt - PR = Protected Ranking | - w/o = Walkover - r = Ritirato - d = Squalificato |

### Sezione 1
|  | Primo turno | Primo turno    | Primo turno   | Primo turno | Primo turno |  |  | Ultimo turno | Ultimo turno   | Ultimo turno | Ultimo turno | Ultimo turno |  |
|  |             |                |               |             |             |  |  |              |                |              |              |              |  |
|  | 1           | Jonas Björkman | 4             | 6           | 6           |  |  |              |                |              |              |              |  |
|  |             | Peter Richman  | 6             | 3           | 0           |  |  | 1            | Jonas Björkman | 6            | 3            | 6            |  |
|  | 15          | Lionel Roux    | Lionel Roux   | 7           | 6           |  |  | 15           | Lionel Roux    | 2            | 6            | 3            |  |
|  |             | David Abelson  | David Abelson | 6           | 2           |  |  |              |                |              |              |              |  |

### Sezione 2
|  | Primo turno | Primo turno       | Primo turno       | Primo turno | Primo turno |  |  | Ultimo turno | Ultimo turno  | Ultimo turno | Ultimo turno | Ultimo turno |  |
|  |             |                   |                   |             |             |  |  |              |               |              |              |              |  |
|  | 2           | Martin Damm       | Martin Damm       | 6           | 7           |  |  |              |               |              |              |              |  |
|  |             | Jocelyn Robichaud | Jocelyn Robichaud | 4           | 68          |  |  | 2            | Martin Damm   | 7            | 2            | 4            |  |
|  | 16          | David Wheaton     | David Wheaton     | 6           | 6           |  |  | 16           | David Wheaton | 63           | 6            | 6            |  |
|  |             | Kiantki Thomas    | Kiantki Thomas    | 3           | 4           |  |  |              |               |              |              |              |  |

### Sezione 3
|  | Primo turno | Primo turno         | Primo turno         | Primo turno | Primo turno |  |  | Ultimo turno | Ultimo turno        | Ultimo turno        | Ultimo turno | Ultimo turno |  |
|  |             |                     |                     |             |             |  |  |              |                     |                     |              |              |  |
|  | 3           | Paradorn Srichaphan | Paradorn Srichaphan | 6           | 6           |  |  |              |                     |                     |              |              |  |
|  |             | Mashiska Washington | Mashiska Washington | 2           | 4           |  |  | 3            | Paradorn Srichaphan | Paradorn Srichaphan | 6            | 6            |  |
|  | 14          | Mark Knowles        | Mark Knowles        | 6           | 6           |  |  | 14           | Mark Knowles        | Mark Knowles        | 4            | 2            |  |
|  |             | Michal Ciszek       | Michal Ciszek       | 3           | 3           |  |  |              |                     |                     |              |              |  |

### Sezione 4
|  | Primo turno | Primo turno    | Primo turno    | Primo turno | Primo turno |  |  | Ultimo turno | Ultimo turno   | Ultimo turno   | Ultimo turno | Ultimo turno |  |
|  |             |                |                |             |             |  |  |              |                |                |              |              |  |
|  | 4           | Cyril Saulnier | Cyril Saulnier | 6           | 7           |  |  |              |                |                |              |              |  |
|  |             | Nicolas Brochu | Nicolas Brochu | 1           | 64          |  |  | 4            | Cyril Saulnier | Cyril Saulnier | 6            | 6            |  |
|  |             | Diego Ayala    | Diego Ayala    | 7           | 7           |  |  |              | Diego Ayala    | Diego Ayala    | 4            | 4            |  |
|  | 13          | Barry Cowan    | Barry Cowan    | 6           | 5           |  |  |              |                |                |              |              |  |

### Sezione 5
|  | Primo turno | Primo turno      | Primo turno      | Primo turno | Primo turno |  |  | Ultimo turno | Ultimo turno   | Ultimo turno   | Ultimo turno | Ultimo turno |  |
|  |             |                  |                  |             |             |  |  |              |                |                |              |              |  |
|  | 5           | Cecil Mamiit     | Cecil Mamiit     | 7           | 6           |  |  |              |                |                |              |              |  |
|  |             | Dominic Boulet   | Dominic Boulet   | 65          | 1           |  |  | 5            | Cecil Mamiit   | Cecil Mamiit   | 6            | 6            |  |
|  |             | Philip Gubenco   | Philip Gubenco   | 6           | 6           |  |  |              | Philip Gubenco | Philip Gubenco | 2            | 0            |  |
|  | 12          | Gouichi Motomura | Gouichi Motomura | 1           | 2           |  |  |              |                |                |              |              |  |

### Sezione 6
|  | Primo turno | Primo turno             | Primo turno             | Primo turno | Primo turno |  |  | Ultimo turno | Ultimo turno   | Ultimo turno   | Ultimo turno | Ultimo turno |  |
|  |             |                         |                         |             |             |  |  |              |                |                |              |              |  |
|  | 6           | Michaël Llodra          | Michaël Llodra          | 6           | 6           |  |  |              |                |                |              |              |  |
|  |             | Charles-Antoine Sevigny | Charles-Antoine Sevigny | 1           | 3           |  |  | 6            | Michaël Llodra | Michaël Llodra | 6            | 6            |  |
|  | 11          | Neville Godwin          | 4                       | 6           | 6           |  |  | 11           | Neville Godwin | Neville Godwin | 3            | 2            |  |
|  |             | Patrick Osuna           | 6                       | 3           | 0           |  |  |              |                |                |              |              |  |

### Sezione 7
|  | Primo turno | Primo turno    | Primo turno    | Primo turno | Primo turno |  |  | Ultimo turno | Ultimo turno  | Ultimo turno | Ultimo turno | Ultimo turno |  |
|  |             |                |                |             |             |  |  |              |               |              |              |              |  |
|  | 7           | Harel Levy     | Harel Levy     | 6           | 6           |  |  |              |               |              |              |              |  |
|  |             | Chris Gostek   | Chris Gostek   | 2           | 4           |  |  | 7            | Harel Levy    | 1            | 6            | 6            |  |
|  | 9           | James Sekulov  | James Sekulov  | 6           | 6           |  |  | 9            | James Sekulov | 6            | 3            | 1            |  |
|  |             | Frank Dancevic | Frank Dancevic | 2           | 4           |  |  |              |               |              |              |              |  |

### Sezione 8
|  | Primo turno     | Primo turno     | Primo turno     | Primo turno | Primo turno |  |  | Ultimo turno | Ultimo turno    | Ultimo turno    | Ultimo turno | Ultimo turno |  |
|  |                 |                 |                 |             |             |  |  |              |                 |                 |              |              |  |
|  | 8               | Arvind Parmar   | Arvind Parmar   | 6           | 6           |  |  |              |                 |                 |              |              |  |
|  |                 | Paul Harsanyi   | Paul Harsanyi   | 0           | 4           |  |  | 8            | Arvind Parmar   | Arvind Parmar   | 2            | 1            |  |
|  | Peter Tramacchi | Peter Tramacchi | Peter Tramacchi | 6           | 7           |  |  |              | Peter Tramacchi | Peter Tramacchi | 6            | 6            |  |
|  | Robert Steckley | Robert Steckley | Robert Steckley | 3           | 64          |  |  |              |                 |                 |              |              |  |